# Antigona (Sofoklés)
Antigoné (též Antigona) je tragédie starořeckého dramatika Sofokla, poslední díl příběhu "Thébské trilogie", spolu s tragédiemi Král Oidipus a Oidipus na Kolónu. Podle datace vzniku děl je ovšem Antigona nejstarší hrou z celé "Thébské trilogie" - po ní vznikl Král Oidipus, a nakonec Oidipus na Kolónu.
Vypráví tragický příběh thébské princezny Antigony, dcery bývalého thébského krále Oidipa, která přes zákaz nového krále Kreonta pohřbila mrtvé tělo svého bratra Polyneika.

## Obsazení
- Antigoné, dcera Oidipa, krále thébského
- Isméné, její mladší sestra
- Kreón, král thébský
- Eurydiké, jeho žena
- Haimón, jejich syn
- Hlídač
- Teiresiás, věštec
- První posel
- Druhý posel
- Sbor thébských starců

Koná se v Thébách před královským palácem za doby mytické. 

## Děj

### Předcházející děj
Thébský král Oidipus nevědomky zabil svého otce a oženil se se svou matkou, čímž naplnil věštbu. Když to zjistil, vzdal se vlády, sám se oslepil a odešel z Théb. Jediným, kdo ho neopustil a provázel ho, byla jeho dcera Antigoné (Oidipus měl se svou manželkou-matkou celkem čtyři děti: Dcery Antigoné a Isméné a syny Eteokla a Polyneika). Mezi bratry však vznikl boj o vládu v Thébách a Polyneikés proti městu poštval jiná města (toto tažení se nazývá Sedm proti Thébám). Théby se ubránily, přesto v boji padli oba bratři.

### Děj hry
Nový thébský král Kreón nechal Eteokla pohřbít jako obránce vlasti. Polyneikovo tělo zakázal coby tělo zrádce pohřbít. Tento zákaz Antigoné porušila a bratrovo tělo pohřbila. Za to ji Kreón nechal uvěznit ve skalní kobce. Antigonin snoubenec Haimón, Kreontův syn, naléhal na otce, aby tak nečinil, ale marně. I věštec Teiresiás se snažil králi vysvětlit zlá znamení upozorňující na jeho špatné rozhodnutí, ale král zůstal neoblomný. Když král vstoupil do kobky, našel tam oběšenou Antigonu, jejíž mrtvé tělo objímal Haimón.

#### Ukázka
Syn pohlédl naň zrakem divokým,
pln pohrdání v tváři, neděl nic
a dvojsečný svůj meč naň vytasil.
Však otec prchl pryč, i chybil se.
Tu rozzuřil se proti sobě sám,
svá prsa nastavil, až do půli
si vrazil do nich meč; již v mrákotách,
však dosud při rozumu, k dívce své
se přivine svou paží zemdlenou
a chroptě chrlí na bělostnou tvář
své dívky krvavý déšť krůpějí. 
Kreón propadl výčitkám svědomí a přišel s mrtvolou syna. Mezitím ale spáchala sebevraždu jeho manželka Eurydiké. Proklála si hruď před oltářem a svého manžela proklela. 

## Překlady do češtiny
Roku 1827 přeložil a uveřejnil ukázky ze Sofoklových dramat Filoktetes, Antigona a Aias František Šír (Výbor ze spisovatelů řeckých, 2. díl). Dále překládali Josef Hanačík (ukázky ve Výročních zprávách brněnského gymnasia, 1857 - 1859), Karel Veselík (Brno 1880), Josef Končinský (Výroční zprávy gymnasia v Hradci Králové 1880, 1882, v Třeboni 1886, 1887, v Německém Brodě 1891), Ladislav Brtnický a Václav Škaloud. Kompletní překlad Antigony uveřejnil František Šohaj v Praze roku 1851. V cyklu Tragoedie Sofokleovy Timotheje Hrubého vyšla kompletní Antigoné v Praze roku 1891. Dále ji přeložil Josef Král (1906), kterou po úpravě nově vydal Karel Hrdina (Praha, 1930). Roku 1927 vyšel překlad Antigony od Ferdinanda Stiebitze. 

## Antigona v Národním divadle v Praze
Sofoklova Antigoné byla v Národním divadle uvedena pětkrát, vždy pod názvem Antigona. 

### 1889 - 1890
- Hudba: Felix Mendelssohn-Bartholdy
- Překlad: Josef Král, Ladislav Dolanský
- Dirigent: Augustin Vyskočil
- Režie: Jakub Seifert
- Antigona: Otýlie Sklenářová
- Ismena: Ludmila Danzerová
- Kreon: Karel Šimanovský
- Eurydike: Matylda Křepelová
- Haimon: Jakub Seifert
- Posel: Jakub Vojta Slukov
- Hlídač: Jiří Bittner
- Náčelník sboru: Pravoslav Řada
- První člen sboru: Josef Karel Chramosta
- Druhý člen sboru: Antonín Chlumský
- Třetí člen sboru: Edmund Chvalovský, Josef Seifert
- Čtvrtý člen sboru: Alfréd Karbus
- Teiresias: Josef Šmaha, Eduard Vojan
- Pachole: Doležalová, Krebsová
- Čtverozpěv: Hynek Švejda
- Čtverozpěv: František Kubla
- Čtverozpěv: Karel Pulc
- Čtverozpěv: Josef Žižka

### 1894
- Hudba: Felix Mendelssohn-Bartholdy
- Překlad: Josef Král, Ladislav Dolanský
- Dirigent: Augustin Vyskočil
- Režie: Jakub Seifert
- Antigona: Anna Bezděková, Otýlie Sklenářová
- Ismena: Hana Kvapilová
- Kreon: Karel Šimanovský
- Eurydike: Ludmila Danzerová
- Haimon: Jakub Seifert
- Posel: Jakub Vojta Slukov
- Hlídač: Jiří Bittner
- Náčelník sboru: Pravoslav Řada
- První člen sboru: Florentin Guolfinger ze Steinsberku
- Druhý člen sboru: Josef (Jan) Havelský
- Třetí člen sboru: František Matějovský
- Čtvrtý člen sboru: Edmund Chvalovský
- Teiresias: Josef Šmaha
- Pachole: Kaucká
- Čtverozpěvy: Hynek Švejda
- Čtverozpěvy: František Kubla
- Čtverozpěvy: Karel Pulc
- Čtverozpěvy: Josef Žižka

### 1900
- Hudba: Felix Mendelssohn-Bartholdy
- Překlad: Josef Král, Ladislav Dolanský
- Dirigent: František Picka
- Režie: Jakub Seifert
- Antigona: Milada Švagrovská
- Ismena: Anna Červená
- Kreon: Karel Želenský
- Eurydike: Ludmila Danzerová
- Haimon: František Matějovský
- Posel: Pravoslav Řada
- Hlídač: Rudolf Innemann
- Náčelník sboru: Josef (Jan) Havelský
- První člen sboru: Emil Focht
- Druhý člen sboru: Jan Vávra
- Třetí člen sboru: Karel Mušek
- Čtvrtý člen sboru: Josef Karásek
- Teiresias: Florentin Steinsberg
- Pachole: Anna Suchánková
- Čtverozpěvy: Hynek Švejda
- Čtverozpěvy: František Kubla
- Čtverozpěvy: Karel Pulc
- Čtverozpěvy: Josef Žižka

### 1925
- Hudba: Emil František Burian
- Překlad: Ferdinand Stiebitz
- Režie: Karel Dostal
- Scéna: Vlastislav Hofman
- Antigona: Leopolda Dostalová
- Ismene: Eva Vrchlická
- Kreon: Rudolf Deyl starší
- Euridike: Anna Suchánková
- Haimon: Bedřich Karen
- Posel: Eduard Kohout
- Hlídač: Eugen Viesner
- Náčelník: Karel Želenský
- I. stařec: Otto Rubík
- II. stařec: Emil Focht
- III. stařec: Karel Dostal
- Teiresias: Roman Tuma

### 1941
- Hudba: Miroslav Ponc
- Překlad: Ferdinand Stiebitz
- Dirigent: Miroslav Ponc
- Režie: Karel Dostal
- Scéna: František Muzika
- Antigone: Olga Scheinpflugová, Marie Vášová
- Ismene: Růžena Gottliebová, Božena Půlpánová
- Kreon: Bedřich Karen
- Eurydike: Marie Ježková
- Haimon: Ladislav Boháč
- Posel: Otto Rubík
- Hlídač: Jaroslav Průcha
- Náčelník sboru: Karel Černý, Karel Dostal, Karel Brázda
- Člen sboru starců thébských: Karel Novák
- Člen sboru starců thébských: Felix Le Breux
- Člen sboru starců thébských: Ladislav Fischer
- Člen sboru starců thébských: Karel Houska
- Teiresias: Rudolf Deyl starší
- Člen sboru starců thébských: Jaromír Spal
- Člen sboru starců thébských: Václav Král
- Člen sboru starců thébských: Josef Chvalina
- Člen sboru starců thébských: Jaroslav Heyduk
- Člen sboru starců thébských: Jiří Krejza
- Člen sboru starců thébských: Jaroslav Krulík
- Člen sboru starců thébských: Antonín Šolc
- Člen sboru starců thébských: Václav Kratochvíl
- Člen sboru starců thébských: Vilém Rypal
- Člen sboru starců thébských: Václav Strnad

### Další představení Antigony
Dále byla v roce 1968 uvedena scénická kantáta Iši Krejčího a v roce 2006 opera Josefa Myslivečka Antigona.